# Sphaericosoma ovum
Sphaericosoma ovum är en skalbaggsart som först beskrevs av Sylvain Auguste de Marseul 1855.  Sphaericosoma ovum ingår i släktet Sphaericosoma och familjen stumpbaggar. Inga underarter finns listade i Catalogue of Life.